# Epidendrum cochlidium
Epidendrum cochlidium är en orkidéart som beskrevs av John Lindley. Epidendrum cochlidium ingår i släktet Epidendrum och familjen orkidéer. Inga underarter finns listade i Catalogue of Life.